# Mullerova rohatka
Mullerova rohatka je teorie, která v evoluční genetice vysvětluje proces, kterým se při nepohlavním rozmnožování v genomu hromadí škodlivé mutace. S tímto vysvětlením výhodnosti pohlavního rozmnožování přišel americký genetik Hermann Joseph Muller, přičemž rohatka byla použita jako analogie – rohatka je mechanické zařízení, které se otáčí pouze na jednu stranu. Škodlivé mutace se hromadí v důsledku chybějící rekombinace – u živých forem, které se sice rozmnožují nepohlavně, ale vyskytuje se u nich nějaká jiná forma výměny genů, se rohatka točit nemusí. Naopak její efekt lze pozorovat i u pohlavně rozmnožujících se organismů a to v těch částech genomu, které nepodléhají rekombinaci.

## Jak to funguje
Při nepohlavním rozmnožování se genomy přenášejí z rodiče na potomka jako nedělitelné celky. Jakmile se v genomu objeví škodlivá mutace, vždy přechází na další generaci. Jediný způsob, jak se může organismus škodlivé mutace zbavit, je zpětná mutace. Tím se v genomu škodlivé mutace postupně hromadí – je nepravděpodobné, že v genomu potomků je méně škodlivých mutací než v genomu rodičů. Nahromadění škodlivých mutací se označuje jako genetická zátěž. Teoreticky se může genetická zátěž zvýšit až na úroveň, která způsobí vyhynutí populace. Během pohlavního rozmnožování naproti tomu vznikají nové kombinace genů: genomy potomků jsou odlišné od genomů rodičů. Rekombinace genů umožňuje, aby potomek nesl méně škodlivých mutací tím, že může dojít ke spárování těch méně mutacemi zatížených chromozomů pocházejících od rodičů.
Mezi protisty a prokaryotními organismy je nepohlavní rozmnožování velmi časté. Tyto organismy si ale vyměňují genetickou informaci pomocí mnoha jiných mechanismů. Naproti tomu genomy mitochondrií a chloroplastů žádné metody rekombinace nemají a Mullerova rohatka by způsobila jejich degeneraci, kdyby nebyly velmi malé. Rychlost hromadění mutací totiž záleží na rychlosti jejich vzniku, a ta je přímo úměrná velikosti genomu (nebo přesněji řečeno počtu bází aktivních genů). Zmenšování genomu u parazitů a symbiotických organismů ale nemusí být jen důsledek působení Mullerovy rohatky, ale také selekčního tlaku na odstranění genů, které již daný organismus nepotřebuje.
U pohlavně rozmnožujících se organismů existují chromozomy nebo jejich úseky, které nepodléhají rekombinaci, například savčí chromozom Y, a i tyto části DNA podléhají účinku Mullerovy rohatky. Tyto úseky se časem rychle zmenšují a taky rychle hromadí mutace.
Protože Mullerovu rohatku pohání genetický drift, v malých populacích se točí rychleji a pravděpodobně limituje maximální velikost genomu nepohlavně rozmnožujících se organismů a dobu, po kterou se populace těchto organismů udrží. Nicméně některé nepohlavně rozmnožující se organismy se udržely velmi dlouho, například drobní vířníci pijavenky se výhradně nepohlavně rozmnožují minimálně posledních 40 milionů let. Pijavenky ale mají ve svém genomu značné množství cizí genetické informace, kterou získávají horizontálním přenosem genetické informace.